# 梅仓日
梅仓日（法語：Metzange，法語發音：[mɛtsɑ̃ʒ]；洛林法兰克语：Metzénge）是法国摩泽尔省的一个小村庄，原属于市镇沃尔克朗日。1969年，梅仓日随沃尔克朗日并入蒂永维尔。

## 地理
梅仓日（49°21'45"N, 6°5'32"E）位于法国大東部大區摩泽尔省，该省份为法国东北部内陆省份，是洛林的一部分，西南接默尔特-摩泽尔省，东临下莱茵省，北与卢森堡和德国接壤。
梅仓日的时区为UTC+01:00、UTC+02:00（夏令时）。

## 行政
梅仓日的邮政编码为57100。

## 人口
梅仓日于1986年时的人口数量为75人。